# Bataille de Kizaki
Pour les articles homonymes, voir Kizaki.
La bataille de Kizaki (木崎原の戦い) oppose en 1572 les forces de Shimazu Yoshihisa, sorties victorieuses, à celles d'Itō Yoshisuke.

## Déroulement
En infériorité numérique, le clan Shimazu se trouve dans une position défensive et réussit à remporter la victoire en feintant une retraite. La bataille affaiblit sérieusement les forces d'Itō Yoshisuke, ce qui permet à Shimazu Yoshihisa d'étendre son territoire au nord, dans le sud de Hyūga.

## Source de la traduction
- (en) Cet article est partiellement ou en totalité issu de l’article de Wikipédia en anglais intitulé « Battle of Kizaki » (voir la liste des auteurs).